# Гасымова, Кифаят Ягуб кызы
Кифаят Ягуб кызы Гасымова (азерб. Kifayət Yaqub qızı Qasımova) — азербайджанская дзюдоистка, бронзовый призёр чемпионата мира 2009 года, серебряный призёр чемпионата Европы 2006 года, бронзовый — 2007 и 2008 годов. Представляла Азербайджана на Олимпийских играх 2008 года в Пекине и на Олимпийских играх 2012 года в Лондоне, где проиграла в 1/8 финала.

## Биография
Кифаят Гасымова родилась 1 февраля 1983 года в селе Касымбинаси Кельбаджарского района, который была вынуждена покинуть в связи с карабахским конфликтом. С 1993 года занималась дзюдо. В 2017 году объявила о завершении карьеры. В 2022 году была назначена тренером женской сборной Азербайджана по дзюдо.